# All I really want to do (lied)
All I really want to do is een lied geschreven door Bob Dylan.

## Dylan
Dylan schreef het in het voorjaar van 1964 en nam het in een take op 9 juni 1964 op voor zijn studioalbum Another Side of Bob Dylan. Het lied beviel hem kennelijk, want 26 juli van datzelfde jaar zong hij het voor het eerst live tijdens het Newport Folk Festival. Hij zou het verder een groot deel van zijn loopbaan tijdens concerten zingen. Het lied is geïnspireerd door zijn scheiding met/van Suze Rotolo. Het is eigenlijk een opsomming van wat hij niet wil doen na het beëindigen van de relatie. De sluitzin van elke strofe is echter wat hij wel wil: “be friends with you”.
Dylan mag het dan wel geschreven hebben, twee andere artiesten hadden commercieel meer succes (waar Dylan door de rechten natuurlijk van meeprofiteerde).

## The Byrds
All I really want to do werd de tweede single van The Byrds. Het verscheen na Mr. Tambourine Man op Columbia Records. The Byrds namen met enige tegenzin (Not really want to do) All I really want to do in maart en april 1965 op in de Columbia Studios in Hollywood. Zij vonden zelf, dat het niet zo interessant was na Mr. Tambourine Man nog eens met een Dylansong te komen. CBS dacht er anders over, ze stimuleerden The Byrds het toch te doen. CBS had daarbij wel enige haast, want het was hen ter ore gekomen dat ook Cher het op single ging uitbrengen.

## Cher
Cher had het lied in de uitvoering van The Byrds enkele keren gehoord tijdens hun optredens in maart 1965. Het verhaal gaat dat Cher en haar muziekproducent Sonny Bono het nummer ook tijdens een van die optredens opgenomen hadden om het materiaal te gebruiken bij hun opnamen. Cher was met alles kennelijk wat vlotter, want haar opname verscheen in mei 1965, The Byrds volgden een maand later. Imperial Records ging met de eer strijken. Cher had daarbij wel een tactisch voordeel, zij noemde zowel haar debuutsingle als haar debuutalbum als soloartiesten naar het lied van Dylan. Ook Cher zou het lied gedurende meerdere jaren zingen tijdens concerten.

## Andere versies
Een hele rij artiesten nam vervolgens het lied ook op: Hugues Aufray, *Duane Eddy: The McCoys, Billy Strange, The Surfaris, Baroque Inevitable, Sebastian Cabot, The Hollies (voor Hollies sing Dylan, Bold, World Party, The Four Seasons, Flower Power, The Hooters, Julian Coryell, Gerald Quintana en Jordi Batiste, Barb Jungr, Bryan Ferry (voor Dylanesque), Tim Fagan en Josh Sigurdson. Geen van deze artiesten wist het succes van The Byrds en Cher maar enigszins te benaderen.

## Hitlijsten
Het “gevecht” tussen CBS en Imperial bleef onbeslist. Terwijl de versie van Cher beter verkocht in de Verenigde Staten dan die van The Byrds (een 15e plaats voor Cher tegenover een 40e van The Byrds), was de verkoop in het Verenigd Koninkrijk andersom (een 4e plaats voor The Byrds tegenover een 9e voor Cher).

Voor Nederland en België was er alleen de Nederlandse Top 40. Deze hitlijst ging toen uit van de samengevoegde verkopen, zodoende werd het plaatje maar eenmaal in de lijst genoteerd.
| Positie: | 23 | 20 | 18 | 17 | 15 | 18 | 22 | 33 | 36 | 36 | uit |

### NPO Radio 2 Top 2000
All I Really Want to Do stond alleen in 2002 in de NPO Radio 2 Top 2000, op plek 1976.